# مش (فیلم)
مش (به انگلیسی: MASH) فیلمی جنگی،  کمدی سیاه رابرت آلتمن ساخته شده به سال ۱۹۷۰ در آمریکا است. فیلم بر اساس کتابی به نام مش: رمانی درباره سه دکتر ارتش ساخته شده‌است.
مش در جشنواره فیلم کن ۱۹۷۰ برنده نخل طلایی شد.

## خلاصه داستان
هوکی» (ساترلند)، «دوک» (اسکریت) و «جان» (گولد) به بیمارستان جراحی سیار ارتش شماره ی 4077 در کره وارد می شوند و مشغول عمل جراحی مجروحان بازگشته از جبهه می شوند. این جراحان چیره دست در اوقاع فراغت عادت ها و سرگرمی های خود را دنبال می کنند...